# Gaussiran-Gletscher
Der Gaussiran-Gletscher ist ein Gletscher im Australischen Antarktis-Territorium. Im östlichen Teil der Britannia Range des Transantarktischen Gebirges fließt er von einem mit dem Merrick-Gletscher geteilten Sattel in nordöstlicher Richtung zum Darwin-Gletscher, den er zwischen den Cranfield-Eisfällen und den Nebraska Peaks erreicht.
Das Advisory Committee on Antarctic Names benannte ihn im Jahr 2000 nach Leutnant Charles Douglas Gaussiran (* 1944), Pilot einer Abordnung der Flugstaffel VX-6 der United States Navy in einem Feldlager auf dem Darwin-Gletscher zwischen 1978 und 1979.